# Brunnentalbach (Salzbach)
Der Brunnentalbach ist ein gut 1,3 km langer Bach auf dem Gebiet der Ortsgemeinde Lemberg im rheinland-pfälzischen Landkreis Südwestpfalz. Er ist ein linker Zufluss des Salzbachs im südwestlichen Pfälzerwald.

## Geographie

### Verlauf
Der Brunnentalbach entspringt auf einer Höhe von 290 m etwa 600 m westlich der Bebauungsgrenze des Lemberger Ortsbezirks Glashütte mitten in einem Laubwald. Gut einen halben Kilometer nordnordwestlich der Quelle liegt das Waldhaus Drei Buchen, und etwa 700 m nordwestlich steht der WH 312-Bunker, einer der 18.000 Bunker des Westwalls.
Der Bach fließt zunächst, begleitet von einem Waldweg, in fast östlicher Richtung etwa 200 m durch das bewaldete Brunnental und wird dann von einem Steg überbrückt. Ab dort wird er rechts und links von Waldwegen begleitet und zieht in einem beiderseits von Wald begrenzten Grünstreifen ostsüdostwärts am Südfuß des 413,1 m hohen Müllbergs entlang. Etwas bachabwärts bei der Weiherwiese wird er auf seiner rechten Seite vom Abfluss einer Quelle gespeist. Er erreicht nun den Westrand von Glashütte, wo mit seinem Wasser früher eine Mühle betrieben wurde; der zwecks deren Wasserversorgung angelegte und 1848 noch vorhandene Stauweiher ist heute verschwunden. Er läuft dann zwischen dem Kapellenberg in Norden und dem Schützenkopf im Süden südlich der Ludwigstraße durch das Dorf. Danach kreuzt er die Ludwigstraße und unterfließt anschließend die Straße Am Mühlberg. 
Er unterquert noch die L 485, die innerörtlich Heinrich-Weber-Straße genannt wird, und mündet schließlich auf einer Höhe von 261 m direkt unterhalb einer Brücke von links in den aus dem Südsüdwesten kommenden und bis dort auch Kröppenbach genannten oberen Salzbach. Von dieser Stelle an trägt der Salzbach als Nebennamen die Bezeichnung Buchbach. 
Der gut 1,3 km lange Lauf des Brunnentalbachs endet ungefähr 30 Höhenmeter unterhalb seiner Quelle, er hat somit ein mittleres Sohlgefälle von etwa 22 ‰.

### Einzugsgebiet
Das 2,368 km² große Einzugsgebiet des Brunnentalbachs liegt im südwestlichen Pfälzerwald und wird über den Salzbach, die Lauter und den Rhein zur Nordsee entwässert. Im Nordwesten des Einzugsgebiets verläuft von Südwest nach Nordost die Wasserscheide zwischen Mosel/Mittelrhein und Oberrhein.
Das Einzugsgebiet grenzt
- im Süden an das des Ransbächels, das in den Salzbach mündet;
- im Westen an das des Gersbachs, der über die Felsalb, den Hornbach, den Schwarzbach, die Blies, die Saar und die Mosel in den Rhein entwässert;
- im Nordwesten an das der Rodalb, die in den Schwarzbach mündet und
- im Nordosten an das des Schimmelbachs, der in den Salzbach mündet.

Fast das gesamte Einzugsgebiet ist bewaldet. Ausnahmen bilden nur der besiedelte Mündungsbereich sowie die südwestlichen Randbereiche mit der Nordostecke des Lemberger Weilers Kettrichhof und den umliegenden Feldern und Wiesen.